# 羽蟱蛛
羽蟱蛛（学名：Uloborus plumipes var.）为蟱蛛科蟱蛛属的动物。在中国大陆，分布于四川等地。该物种的模式产地在四川。